# Johannes Rippe
Johannes Rippe, auch Johann Philipp Rippe, (* 1838 in Bremen; † 11. Mai 1908 in Bremen) war ein deutscher Architekt und Baubeamter.

## Biografie
Rippe war nach dem Studium zunächst als Baumeister, später als Bauinspektor ein einflussreicher Baubeamter der Bremischen Bauverwaltung, wo er bis 1876 unter Baudirektor Alexander Schröder arbeitete und zusammen mit ihm zahlreiche Bauten im Stil der Neugotik schuf. In späteren Jahren entwarf er auch im Stil der Neorenaissance.
Rippe war von um 1872 ein kritisches Mitglied der Bremischen Bürgerschaft.

## Werke
- 1869: Friedenskirche an der Humboldtstraße in der Östlichen Vorstadt (Neogotik)
- 1873–1876: Realschule an der Doventorscontrescarpe (kriegszerstört)
- 1874: Justizvollzugsanstalt Oslebshausen (JVA) in Oslebshausen (Neogotik)
- 1875: Friedhofskapelle Riensberg, Friedhofsaufseherhaus und Leichenhalle auf dem Riensberger Friedhof (Neogotik)
- 1876: Gemeindeschule Schwachhausen, Schwachhauser Heerstraße 233 (kriegszerstört)
- 1876: St.-Jakobi-Kirche mit Pastorenhaus am Kirchweg in der Neustadt (Neogotik)
- 1877: Seefahrtsschule am Neustadtswall (1944 zerstört)[2]
- 1877: Pfarrhaus der evangelisch-reformierten Kirche Blumenthal nach Vorentwurf von August Schwägermann, jetzt Gemeindehaus
- 1878: Wilhadikirche an der Nordstraße in Walle (Neogotik) (1944 zerstört)
- 1881–1882: Erweiterungsbau der Volksschule am Neustadtswall 80 um 6 Klassen (Ursprungsbau 1861–1862 von Alexander Schröder; kriegszerstört)
- 1882: Kahrwegs-Asyl für arme Sieche in Bremen-Walle, Nordstraße 116 (1944 zerstört)
- 1882: Umbau des Stadttheaters Am Wall (kriegszerstört)
- 1883: Zollhaus Am Hulsberg (damals Erheberhaus für die Konsumptionssteuer), Am Hulsberg 136 / Stader Straße (Neogotik)
- 1885: Chemisches Staats-Laboratorium am Neustadtswall (zerstört)
- 1897: Zigarrenfabrik Ad. Hagens auf dem Teerhof (1944 zerstört)
- 1908: Immanuel-Kapelle in Walle, Elisabethstraße 17/18 (Neogotik)

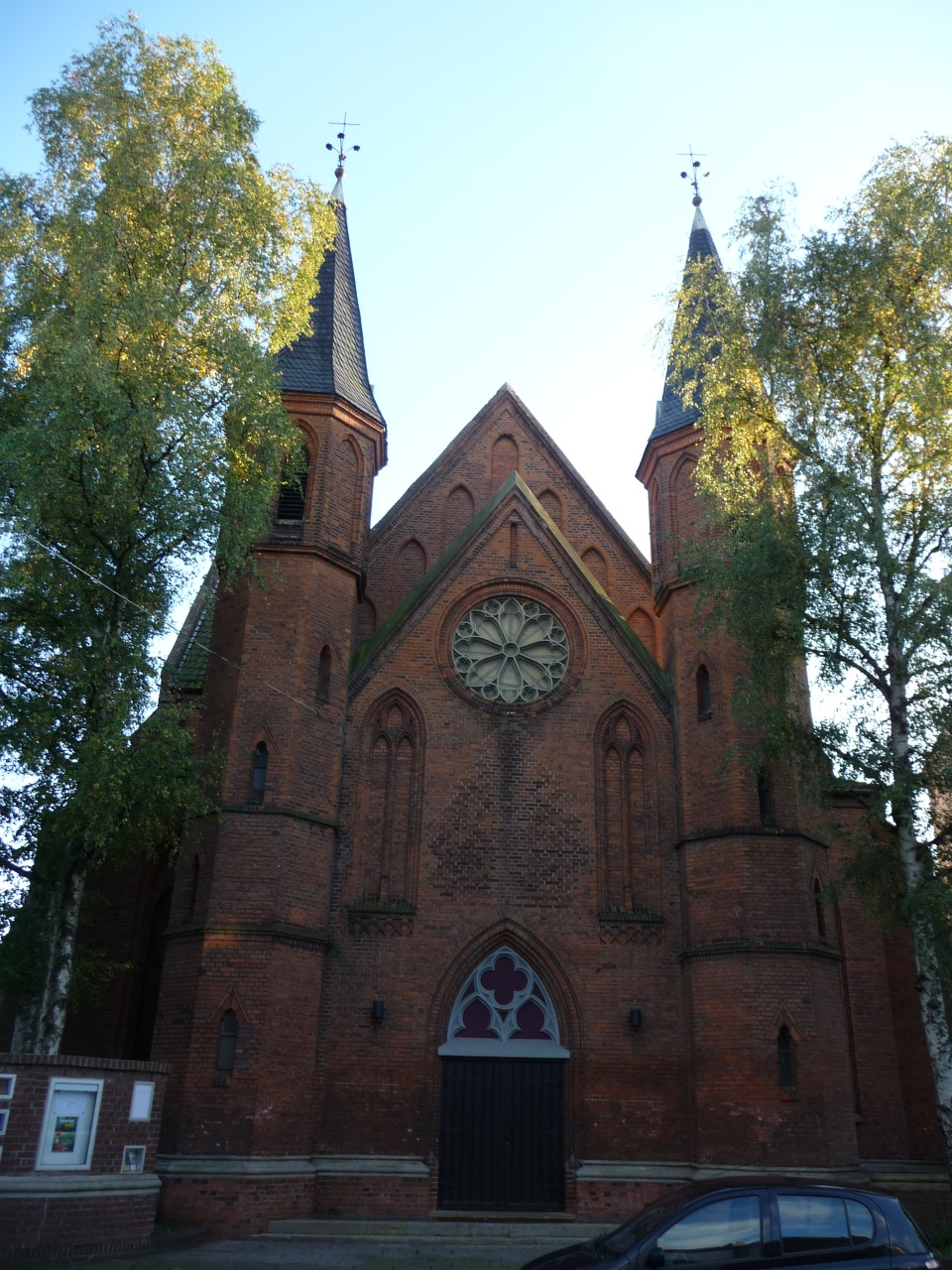
Friedenskirche
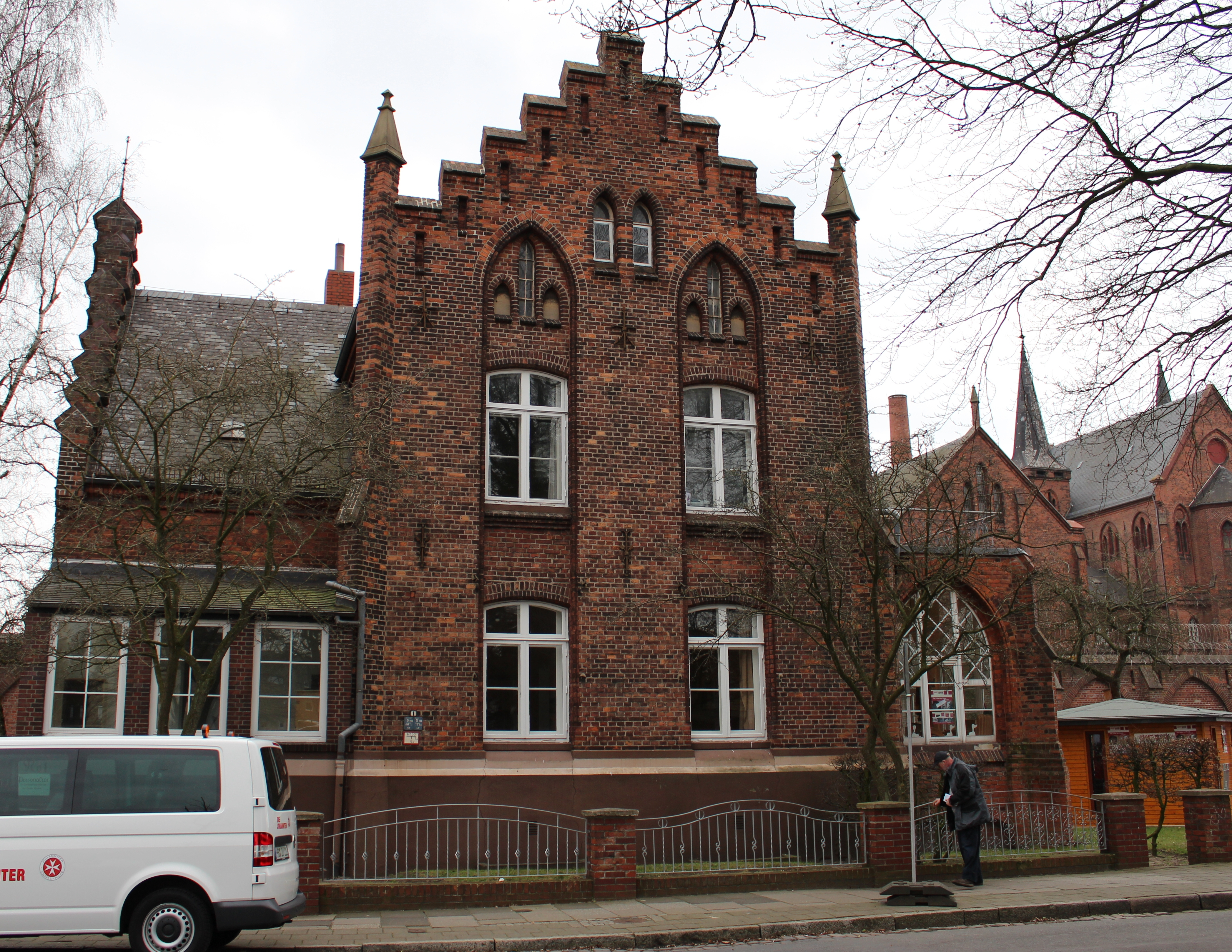
Direktorenhaus der Strafanstalt
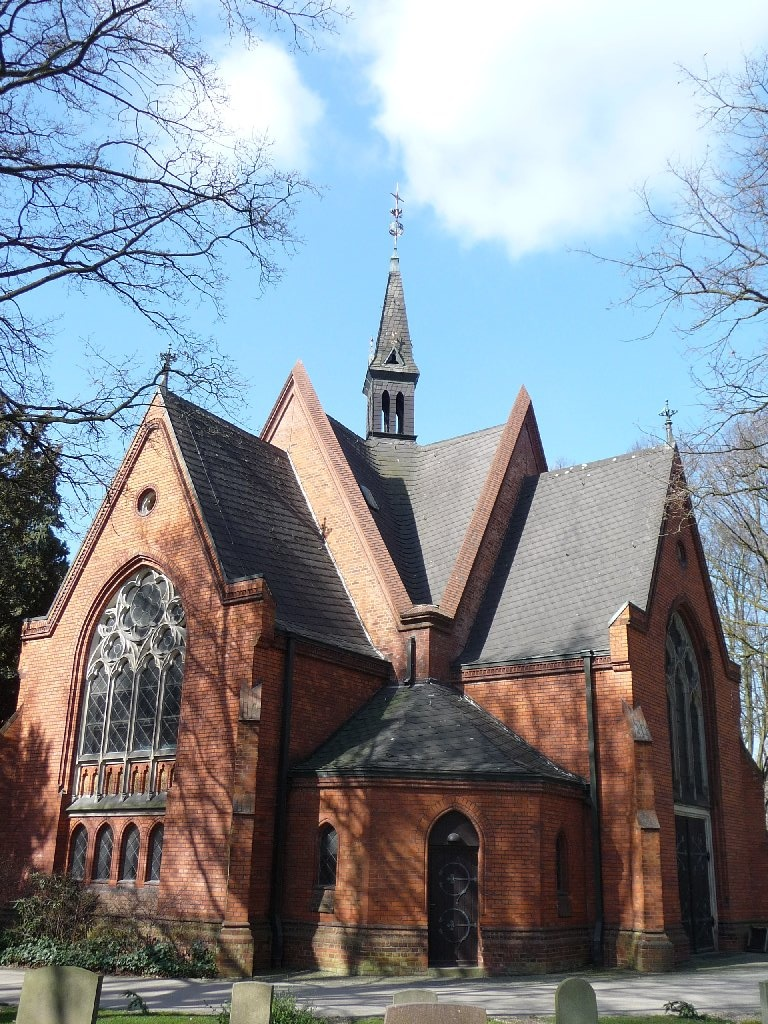
Friedhofskapelle Riensberg
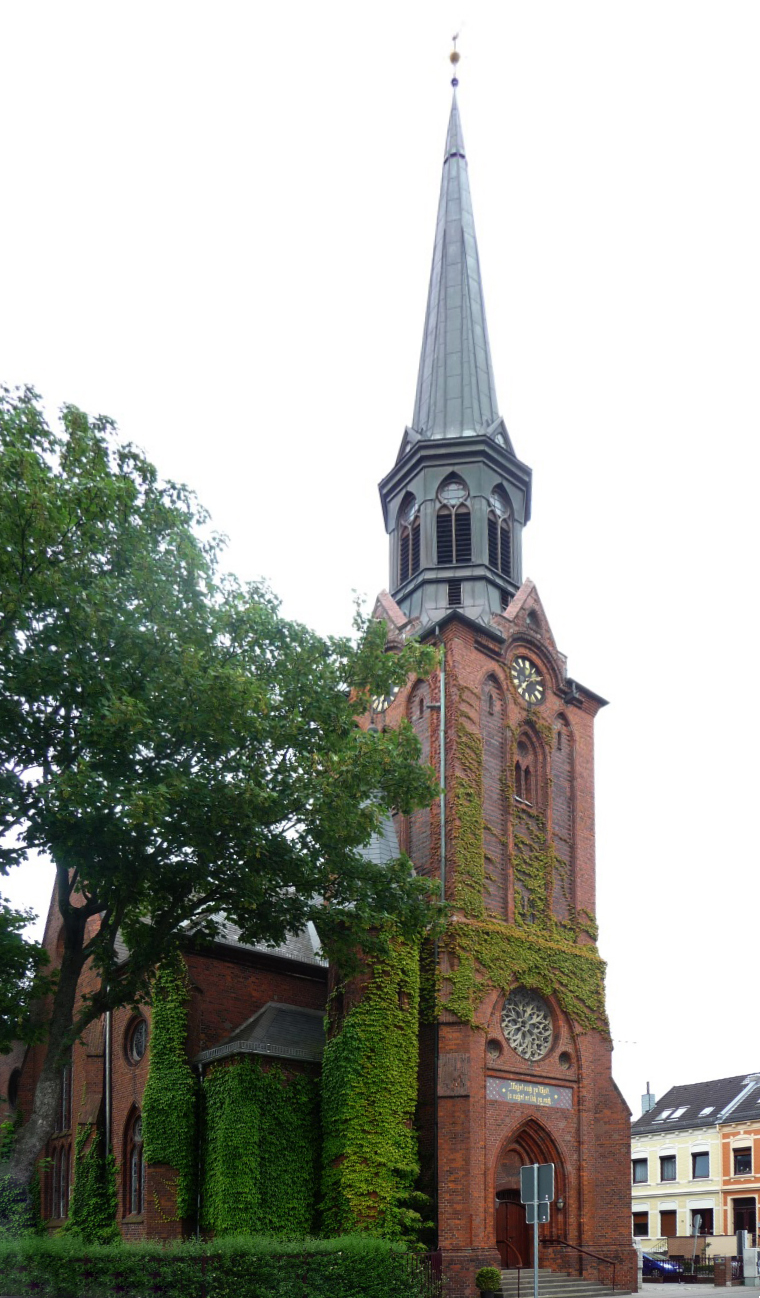
St.-Jakobi-Kirche
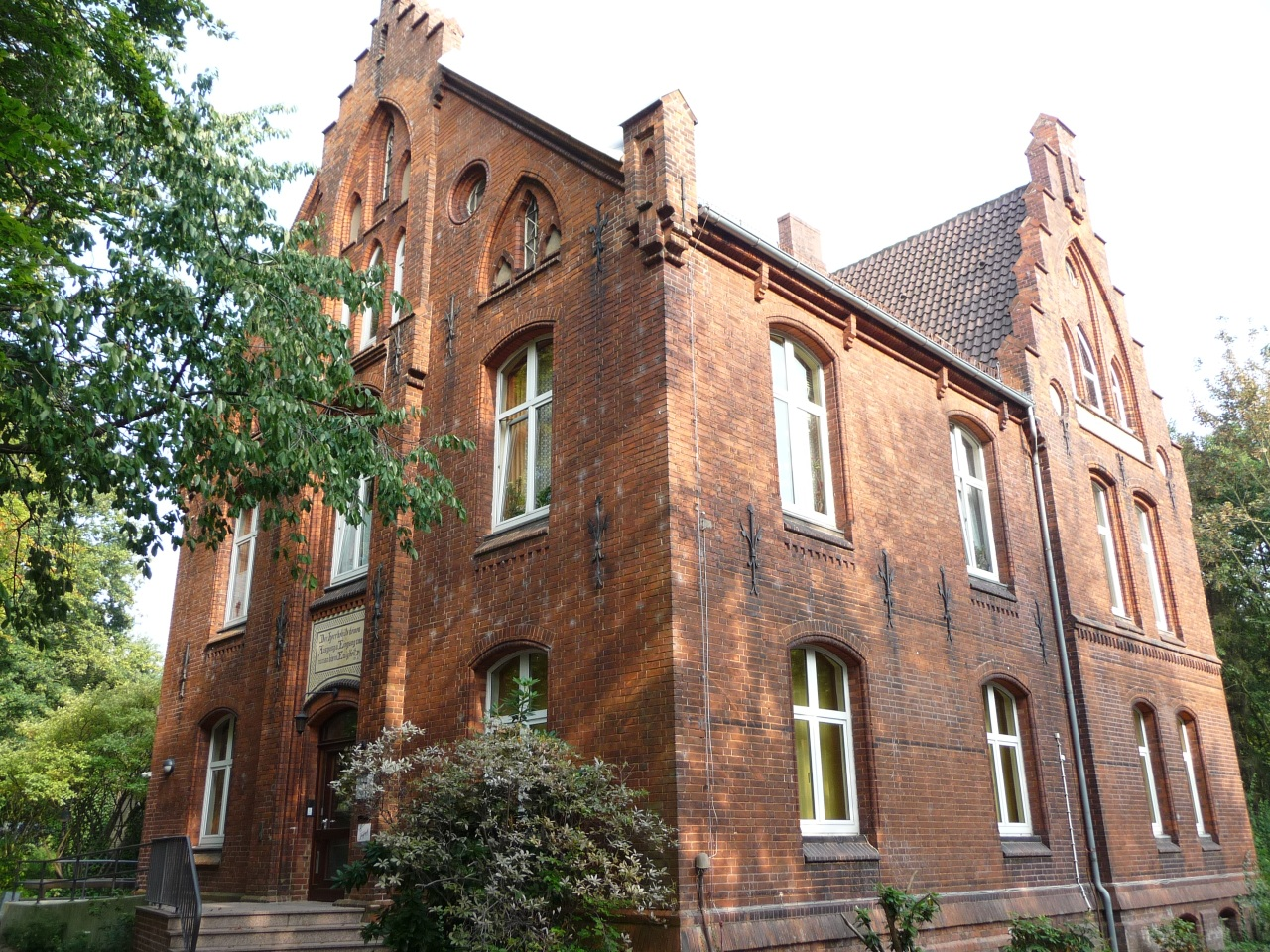
Gemeindehaus der Evangelisch-reformierten Gemeinde Bremen-Blumenthal, ehemaliges Pfarrhaus
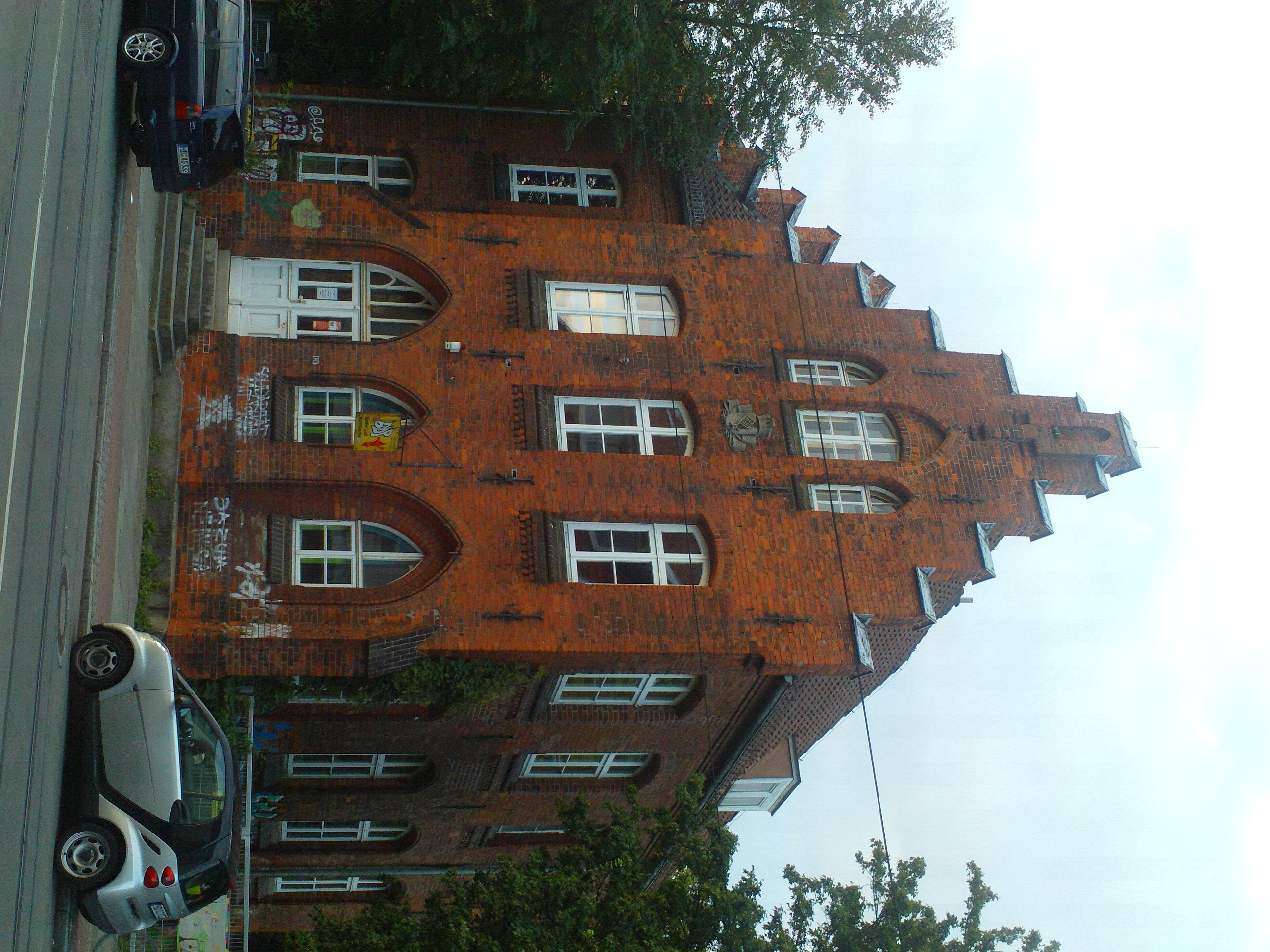
Erheberhaus, später Schule
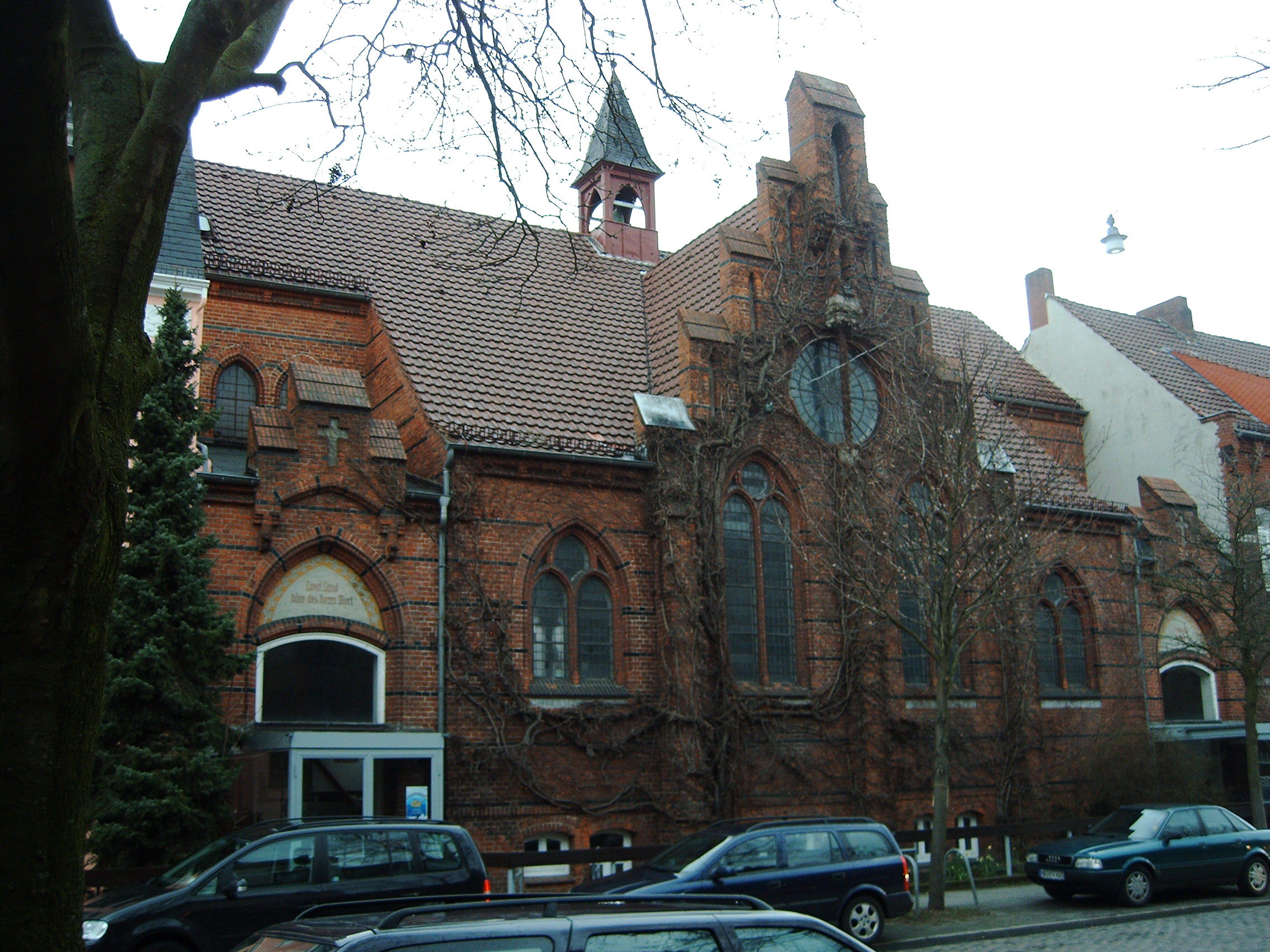
Immanuel-Kapelle